# 共産主義者同盟 (全国委員会)
共産主義者同盟 (全国委員会)（きょうさんしゅぎしゃどうめい・ぜんこくいいんかい）は、共産主義者同盟（ブント）系日本の新左翼の党派の一つで、戦旗派の分派の一つ。別名は「烽火派（のろしは）、関西派（かんさいは）」。1971年頃に形成され、2004年に戦旗派（西田派・両川派）と合流して共産主義者同盟 (統一委員会)を結成した。

## 名称
時期や資料により「共産主義者同盟関西地方委員会」、「共産主義者同盟全国委員会」、「共産主義者同盟(全国委員会)」など。

## 概要
1970年代初期の第二次ブント分裂によって結成された党派である。機関紙は「烽火（のろし）」で、これが党派名の由来ともなっている。本部（大阪戦旗社）は大阪府大阪市北区に置き、主に関西地方を活動拠点としていた。
関西に結集した烽火派は、叛旗派・情況派が分裂した後に戦旗派内の権力闘争の先頭を切った神奈川左派と、1971年1月頃までに5ヶ月間に亘る組織的な議論と厳格な文書の署名を経て統一し、連合派閥を形成。これにさらぎ派が合流して12・18ブントを形成した。しかし、沖縄デー闘争で戦旗派指導部(主流派)に敗れた以降は空中分解に陥った神奈川左派の一部を吸収。
同年11月1日に単独で共産主義者同盟全国委員会を名乗り、機関紙『烽火』265号を発行し、同紙上にて共産同機関紙『戦旗』の一時停刊と、全国政治新聞としての『烽火』発行を宣言する。これは、単に関西地方委員会の後継ではなく、12・18ブント結成直前に神奈川左派と形成した連合派閥から中立派と神奈川左派の一部を除いた大部分の後継を自認していた。しかしながら、一月前の中央委員会における指導部との対立を経て共産同に拠る部分が分裂し、共産主義者同盟の本流を自認しつつ11月5日付で共産主義者同盟から「共産主義者同盟(RG)」（RGはエル・ゲーと読み 「Rote Gewalt（ローテ・ ゲヴァルト）」の略）へ改称し、機関紙も『戦旗』から『赤報』へと改題、11月15日付で記念すべき第1号を発刊、機関紙上にて神奈川左派と烽火派主流の除名を宣言した。以降､ 烽火派からは「RG派」又は機関紙名から「赤報派」と通称される。
共産主義者同盟全国委員会と組織名を改めた烽火派は党建設の新たな段階を切り開くべく「第二段階論」を提起していたが、1973年初め、後に紅旗派結成に加わる加納英二(久松俊一)が提出した「部落(上)論文」は綱領問題を巡る党内論争を巻き起こし、党の指導の立ち遅れを指摘する地方委員会の理論的な根拠となり、組織の分散傾向に拍車をかけることとなってしまう。これに対し、同年春の総括として提出された「中央書記局通達№8」は同論文を批判するも、中央書記局の永井は「綱領の内容を指導部が提出する迄は下部党員は大衆運動の指導に責任をもつべきである」とする「指導責任論」を提起し、論争を未決着のまま収拾させた。このような事態収拾の結果、党内には指導部に対して批判的な、首都圏の者を中心とするグループと、先述した永井や加納、本田、上原らを擁する中央書記局内の一部グループが一斉離脱し、派内派を結成する。
さらには1974年6月から7月にかけてしていたマル青同との闘争を機に東北地方の者と首都圏の一部メンバー(伊集院一派)が革命路線を主張して反指導の立場を表し、8月上旬には烽火派から分裂して、翌9月に共産主義者同盟マルクス・レーニン主義派を結成したが、赤軍派の分派との合流を主張する伊集院グループと園内グループとで更に分裂した。
同じ組織の者らに分裂された烽火派内部では先述した伊集院一派の分裂に対する総括を巡って党内議論が本格化し、同年同月の中央委員会では紛糾し、永井は総括について議案を提出したものの強い批判に晒され、撤回を要求されるとともに指導部から追放された。代わって中央委員会では「プロ通－3号決議」が採択され、1973年8月以降の論争の決着を、プロレタリアの武装蜂起を掲げる中央集権非合法政党建設をめぐる路線対立として終わらせようとした。この決議に反発する加納・本田・上原らのグループ(加納一派)は、中央書記局内部にあった党中央への不満を利用し、同時に同年8月頃から開始された女性差別問題(Tという当時26歳の男性活動家がアジトなどにおいて複数の女性を強姦したとして糾弾された事件に端を発する問題。Tは1972年当時の兵庫県委員会委員長であった。当初強姦された女性活動家の声を関西地方委員会は無視し、無視された女性活動家らは「女性解放委員会」を組織し、糾弾に出たという。)に関するT査問委員会から政治局の排除を画策し、女性差別への屈服を政治局、即ち指導部の腐敗として結論付けようと試みたため、10月の中央委員会では「プロ通－3号決議」を巡って指導部と加納一派の間で激しい対立が続いた。
1975年2月下旬、指導部から追放されていた永井が××機関の一部を取り込んで永井一派の結成を宣言し、加納一派との連携を図った。このような中で2月には議長の八木沢二郎(新開純也)が脱退し、続いて最高幹部、清田裕一郎も脱退してしまった。3月初旬になって永井一派は中央委員会を開催しようとするも失敗し、加納一派は関連会議のボイコット、多方面へのオルグを行い、5月5日の第9回T糾弾会を新党結成大会にしようとしたがこれも阻止されて連携は解消し、分裂する。加納一派は共産主義者同盟全国委員会ボルシェヴィキ派を結成した。
烽火派は三里塚闘争や反皇室闘争といった新左翼恒例の闘争から一歩身を引いて、労働運動を中心に活動し、国際的な連帯を模索していた。そのため他の党派に見られるようなジリ貧傾向をある程度防いできた。
1991年頃より、同じブント系党派の共産主義者同盟戦旗派（西田派・両川派）と提携関係を結ぶようになり、次第に両者の関係を深めていった。そして2004年4月、両者は統合し、新たに共産主義者同盟 (統一委員会)を結成した。